# Amalrich I. von Rancon
Amalrich I. (franz.: Aimery; † 1027) war ein Herr von Rancon, Gençay und Taillebourg.
Er war ein Vasall der Grafen des Poitou, suchte aber seinen Einfluss darüber hinaus auszudehnen. Er übernahm die Kontrolle über die Burg Civray in der Marche, was ihn in eine Fehde gegen den Grafen Bernard I. und dessen Vasallen Hugo IV. von Lusignan stürzte. Diese verbündeten sich mit Herzog Wilhelm III. von Aquitanien und vertrieben Amalrich sowohl aus Civray als auch aus Gençay, wobei er Letzteres später vom Herzog zurückerstattet bekam.
Während der Abwesenheit des Grafen Wilhelm IV. von Angoulême auf dessen Pilgerreise ins heilige Land errichtete Amalrich im Jahr 1027 die Burg von Fractum-Botum in der dem Grafen gehörenden Saintonge. Nach seiner Rückkehr noch im selben Jahr zerstörte Graf Wilhelm IV. augenblicklich diese Burg und Amalrich wurde im Kampf gegen dessen Sohn Gottfried getötet.